# Textielkeramiekcultuur
De textielkeramiekcultuur (Russisch: Культура сетчатой керамики, культура ложнотекстильной керамики) is een archeologische cultuur van de late bronstijd (tweede helft van de 2e - eerste helft van het 1e millennium voor Christus), over een brede strook van de middelste Wolga-regio naar het oosten en noorden van Fennoscandinavië (inclusief Karelië). Ze kenmerkt zich door aardewerk versierd met afdrukken van ruwe stoffen en visnetten. De cultuur vormde zich op basis van elementen van de kamkeramiekcultuur, Fatjanovo en Pozdnjakovo-culturen, waarbij de laatste deels gelijktijdig was met de textielkeramiek. 
De dragers van de cultuur worden door de meeste archeologen als Fins-Oegrisch  beschouwd. Ze diende als substraat voor het ontstaan van verschillende Fins-Oegrische archeologische culturen zoals de Ananjinocultuur en verwandte.
Op een deel van het grondgebied van de textielkeramiekcultuur, dat wil zeggen het gebied dat voorheen werd bewoond door een pre-Finse bevolking,  ontstond de Late Kargopolcultuur.